# Sân bay quốc tế Roberts
Sân bay quốc tế Roberts (IATA: ROB, ICAO: GLRB) là một sân bay ở Robertsfield, cách thủ đô Monrovia 35 dặm, Cộng hòa Liberia ở Tây Phi.

## Lịch sử
Năm 1942, Liberia ký một hiệp ước phòng vệ với Mỹ. Thời kỳ này bắc đầu giai đoạn xây dựng con đường chiến lược. Sân bay Robertsfield đã được xây với đường băng đủ để đón máy bay ném bom B-47 Stratojet hạ cánh đổ nhiên liệu, là đường băng sân bay dài nhất châu Phi trong nhiều năm. Hiện đây là một trong những địa điểm thay thế cho hạ cánh tàu con thoi của NASA.

## Các hãng hàng không và các tuyến điểm
- Aero Contractors (Nigeria) (Accra, Lagos)
- Bellview Airlines (Abidjan, Accra, Freetown, Lagos)
- Brussels Airlines (Brussels, Abidjan)
- Elysian Airlines (Banjul, Conakry, Freetown)
- Kenya Airways (Accra, Nairobi)
- Slok Air International (Banjul, Dakar, Freetown, Accra)
- Royal Air Maroc (Casablanca, Freetown)